# Macroclinium borjaense
Macroclinium borjaense är en orkidéart som beskrevs av Dodson. Macroclinium borjaense ingår i släktet Macroclinium och familjen orkidéer. Inga underarter finns listade i Catalogue of Life.